# Paisios di Gerusalemme
Paisios (... – 1660) è stato un vescovo ortodosso greco, patriarca ortodosso di Gerusalemme dal 1645 fino alla morte.

## Biografia
Giunto a Mosca nel 1649 per chiedere aiuti in favore del proprio patriarcato allo zar Alessio I, si stabilì nella capitale dove nel 1653 aprì una scuola.
Convinto assertore della preminenza dei testi liturgici greci rispetto a quelli russi, indusse prima il patriarca Giuseppe e poi Nikon a porre in essere una serie di riforme ecclesiastiche per appianare le differenze tra testi e usanze dei due patriarcati.
Lo zar Alessio I, prima di approvare dette riforme, inviò un proprio emissario, Arsenij Suchanov, con Paisos nel patriarcato di Gerusalemme, al fine di verificare la veridicità delle affermazioni di quest'ultimo circa la fede dei greci. Nel 1652, al termine del secondo viaggio, Suchanov riferì allo zar di avere appreso che la fede di cui Paisios si diceva portatore non gli aveva impedito di ordinare l'assassinio di un proprio rivale al soglio di Gerusalemme, tale Parthenos, il cui corpo era stato successivamente gettato in mare. Tali resoconti non fermarono tuttavia le riforme liturgiche che in gran parte vennero introdotte nel 1653.